# سد سوان-هرازدان
سد زنجیره‌ای سوان-هرازدان مجموعه‌ای از نیروگاه‌های برق‌آبی بر روی رودخانه هرازدان و شاخه‌های آن بین دریاچه سوان و ایروان در ارمنستان است. این نیروگاه‌ها از جریان آب آبیاری از دریاچه سوان و آب‌های رودخانه هرازدان استفاده می‌کنند. این سد زنجیره‌ای متعلق به شرکت بین‌المللی انرژی (IEC)، یکی از شرکت‌های تابعه گروه Tashir متعلق به سامول کاراپتیان است.

## تاریخچه
اولین نیروگاه کوچک یروان در سال ۱۹۲۳ ساخته شد.
در سال ۱۹۳۲، آن جایگزین نیروگاه یروان-۲ شد. ساخت سد زنجیره‌ای کنونی در سال ۱۹۳۶ آغاز شد، زمانی که نیروگاه کاناکر افتتاح شد. در آن زمان برنامه‌ریزی شده بود که تمام سد زنجیره‌ای تا سال ۱۹۴۷ ساخته شود. در سال ۱۹۴۰، ساخت نیروگاه سوان آغاز شد اما به دلیل جنگ جهانی دوم، ساخت متوقف شد و این نیروگاه فقط در سال ۱۹۴۹ عملیاتی شد. بزرگ‌ترین نیروگاه، نیروگاه آرگِل، در سال ۱۹۵۳ افتتاح شد، پس از آن نیروگاه آرزنی در سال ۱۹۵۳، نیروگاه یروان-۳ در سال ۱۹۵۵، نیروگاه هرازدان در سال ۱۹۵۹ و نیروگاه یروان-۱ در سال ۱۹۶۲. برنامه اصلی شامل ساخت سه نیروگاه دیگر نیز بود - نیروگاه آرگاواند بالایی، نیروگاه آرگاواند پایینی و نیروگاه نوراگاویت - اما این نیروگاه‌ها هرگز ساخته نشدند.
در سال ۲۰۰۳، این سد زنجیره‌ای به شرکت Inter RAO UES در ازای بدهی ۲۵ میلیون دلاری ارمنستان واگذار شد. برای بهره‌برداری از این سد زنجیره‌ای، شرکت IEC تأسیس شد.
در سال ۲۰۱۱، Rushydro شرکت IEC را از Inter RAO خریداری کرد.
در سال ۲۰۱۹ گزارش‌های خبری اعلام کردند که Rushydro قصد دارد سد زنجیره‌ای را به قیمت ۲٫۷ میلیون دلار به گروه Tashir بفروشد که مالک آن سامول کاراپتیان است. در آن زمان، گروه Tashir از قبل شبکه‌های توزیع برق در کشور را مالک بود. خریدار باید تمام بدهی‌های تا سپتامبر ۲۰۱۹ به مبلغ ۵۵٫۱۳ میلیون دلار را تسویه می‌کرد. این معامله در دسامبر ۲۰۱۹ امضا و در اوایل سال ۲۰۲۰ نهایی شد.

## توضیحات فنی
سد زنجیره‌ای سوان-هرازدان بیش از حدود ۷۰ کیلومتر کشیده شده و شامل هفت نیروگاه برق‌آبی (HPP) است که مجموع ظرفیت اسمی آنها ۵۶۵ مگاوات است. نیروگاه‌های HPP شامل نیروگاه‌های سوان، هرازدان، آرگِل، آرزنی، کاناکر، یروان-۱ و یروان-۳ هستند که همگی از نوع رودخانه‌ای هستند. این سد زنجیره‌ای حدود ۱۰٪ از برق ارمنستان را تولید می‌کند.
تولید برق در سد زنجیره‌ای سوان-هرازدان به شدت به میزان آب زهکشی از دریاچه سوان وابسته است و برای تولید برق در اوج روزانه مناسب است. پنج نیروگاه در تمام طول سال کار می‌کنند و دو نیروگاه فقط در فصل آبیاری که آب اضافی در سیستم موجود است کار می‌کنند. بنابراین، تولید برق در زمستان محدود است.
آب از دریاچه سوان به نیروگاه‌ها از طریق کانال‌های انحرافی باز و تونل‌ها منتقل می‌شود. بیشتر این کانال‌ها در دهه ۱۹۶۰ ساخته شده‌اند و اکنون در وضعیت ضعیفی قرار دارند و نیاز به بازسازی دارند.

## نیروگاه‌ها
| نیروگاه         | سال  | تعداد واحدها | ظرفیت نصب شده (MW) | ظرفیت موجود (MW) | ظرفیت غیرقابل دسترس (MW) | مختصات                                                              |
| --------------- | ---- | ------------ | ------------------ | ---------------- | ------------------------ | ------------------------------------------------------------------- |
| نیروگاه یروان-۳ | ۱۹۶۰ | ۱            | ۵                  | ۵                | ۰                        | ۴۰°۹′۵۱٫۱″ شمالی ۴۴°۳۰′۳٫۳″ شرقی / ۴۰٫۱۶۴۱۹۴°شمالی ۴۴٫۵۰۰۹۱۷°شرقی   |
| نیروگاه یروان-۱ | ۱۹۶۲ | ۲            | ۴۴                 | ۲۲               | ۲۲                       | ۴۰°۱۱′۲۲٫۲″ شمالی ۴۴°۲۹′۵۵٫۵″ شرقی / ۴۰٫۱۸۹۵۰۰°شمالی ۴۴٫۴۹۸۷۵۰°شرقی |
| نیروگاه کاناکر  | ۱۹۳۶ | ۶            | ۱۰۰                | ۸۷٫۵             | ۱۲٫۵                     | ۴۰°۱۳′۱۴″ شمالی ۴۴°۳۱′۶″ شرقی / ۴۰٫۲۲۰۵۶°شمالی ۴۴٫۵۱۸۳۳°شرقی        |
| نیروگاه آرزنی   | ۱۹۵۶ | ۳            | ۷۰٫۶               | ۷۰٫۶             | ۰                        | ۴۰°۱۷′۴۸٫۵″ شمالی ۴۴°۳۵′۱۸٫۹″ شرقی / ۴۰٫۲۹۶۸۰۶°شمالی ۴۴٫۵۸۸۵۸۳°شرقی |
| نیروگاه آرگِل    | ۱۹۵۳ | ۴            | ۲۲۴                | ۱۶۸              | ۵۶                       |                                                                     |

| نیروگاه برق‌آبی هرازدان که در دوران شوروی با نام آتاربکیان شناخته می‌شد، بین ایستگاه‌های سوان و آرگل قرار دارد. این نیروگاه دو توربین با ظرفیت نصب‌شده کل ۸۱.۶ مگاوات دارد. ظرفیت تولید سالانه اسمی آن ۳۷۵ گیگاوات ساعت است، اما تولید واقعی آن در سال‌های اخیر حدود ۴۰ گیگاوات ساعت بوده است. نیروگاه برق‌آبی آرگل، بین ایستگاه‌های هرازدان و آرزنی قرار دارد. این نیروگاه بزرگترین نیروگاه در سد زنجیره‌ای است. این نیروگاه دارای چهار توربین است که توسط LMZ تأمین شده‌اند و دارای ظرفیت اسمی نصب شده ۲۲۴ مگاوات و ظرفیت موجود حدود ۱۶۸ مگاوات است. ظرفیت تولید سالانه اسمی آن ۸۷۰ گیگاوات ساعت است، اما تولید واقعی آن در سال‌های اخیر حدود ۲۰۰ گیگاوات ساعت بوده است. این نیروگاه برای حفظ فرکانس سیستم برق ارمنستان، تأمین اضطراری به نیروگاه هسته‌ای متسامور، و تأمین ظرفیت پیک‌بار مهم است. در ماه می ۱۹۹۵، رانش زمین ناشی از باران‌های سنگین یکی از سرریزهای نیروگاه را تخریب کرد و کانال رودخانه هرازدان را مسدود کرد. این نیروگاه در سال‌های ۲۰۰۰ و ۲۰۰۶ به ترتیب بازسازی و بازگشایی شد. نیروگاه برق‌آبی آرزنی بین ایستگاه‌های آرگل و کاناکر قرار دارد. این نیروگاه سه توربین با ظرفیت نصب‌شده کل ۷۰.۶ مگاوات دارد. ظرفیت تولید سالانه اسمی آن ۳۰۰ گیگاوات ساعت است، اما تولید واقعی آن در سال‌های اخیر حدود ۸۰ گیگاوات ساعت بوده است. نیروگاه برق‌آبی کاناکر در کنار کارخانه ذوب آلومینیوم Rusal Armenal در منطقه کاناکر-زیتون ایروان، بین نیروگاه آرزنی و نیروگاه یروان-۱ قرار دارد. این نیروگاه دارای ظرفیت نصب‌شده کل ۱۰۰ مگاوات است که شامل چهار توربین با ظرفیت ۱۲.۵ مگاوات هر کدام و دو توربین با ظرفیت ۲۵ مگاوات هر کدام است که همگی توسط LMZ تأمین شده‌اند. ظرفیت نصب‌شده اسمی ۱۰۰ مگاوات است و ظرفیت واقعی ۸۷.۵ مگاوات است. ظرفیت تولید سالانه اسمی آن ۴۲۵ گیگاوات ساعت است، اما تولید واقعی آن در سال‌های اخیر حدود ۱۱۰ گیگاوات ساعت بوده است. این نیروگاه برای تأمین ظرفیت پیک‌بار و همچنین تأمین آب آبیاری و صنعتی ایروان مهم است. این نیروگاه در سال‌های ۱۹۹۳-۱۹۹۵ بازسازی شد، پروژه‌ای که توسط USAID، انرژی pour l'Armenie و Aznavour pour l'Armenie تأمین مالی شد. در سال ۱۹۹۵، واحد ۵ و در سال ۲۰۰۰، واحد ۶ برای بازسازی تعطیل شدند که با وام از KfW تأمین مالی شدند. این واحدها در سال ۲۰۰۳ بازگشایی شدند. بازسازی توسط Alstom Power Generation انجام شد. نیروگاه برق‌آبی یروان-۱ بین ایستگاه‌های کاناکر و یروان-۳، در منطقه مرکزی کنتورن ایروان قرار دارد. این نیروگاه دو توربین با ظرفیت نصب‌شده اسمی کل ۴۴ مگاوات و ظرفیت موجود ۲۲ مگاوات دارد. ظرفیت تولید سالانه اسمی آن ۲۱۰ گیگاوات ساعت است، اما تولید واقعی آن در سال‌های اخیر حدود ۵۰ گیگاوات ساعت بوده است. این نیروگاه مرکز ایروان را تأمین می‌کند. نیروگاه برق‌آبی یروان-۳ در ایروان واقع شده است. این نیروگاه دارای یک توربین با ظرفیت نصب‌شده ۵ مگاوات است. کانال انحرافی و لوله‌کشی آن بخشی از کانال آبیاری آرتاشات است. پروژه‌ای در حال بازسازی سد زنجیره‌ای سوان-هرازدان وجود دارد که پیش‌بینی می‌شود تا سال ۲۰۱۷ به اتمام برسد. هدف اصلی پروژه بازسازی، بازگرداندن ظرفیت اولیه این سد زنجیره‌ای است. کارهای برنامه‌ریزی شده برای پروژه بازسازی شامل بازسازی کامل نیروگاه یروان-۱ است. نیروگاه‌های سوان، هرازدان، آرگِل، آرزنی، و کاناکر دارای تجهیزات الکتریکی جدیدی خواهند بود، مانند انباشتگرها و ژنراتورهای جدید. همچنین واحدهای هیدرولیکی نیروگاه‌های آرگِل، هرازدان و کاناکر جایگزین خواهند شد. با توجه به برنامه‌ای که برای لایروبی سد یروان-۱ در محیط زیستی بیولوژیکی وجود دارد، خطرات زیادی به دلیل افزایش کدورت وجود دارد. یک تأثیر منفی دیگر ممکن است به دلیل کارها و حمل و نقل تجهیزات باشد که باعث آلودگی و سر و صدا شده و منجر به نارضایتی اجتماعی خواهد شد. فرایند بازسازی شامل هیچگونه توسعه بیشتر یا ایجاد تأسیسات جدید نخواهد بود - تمام آیتم‌های کاری مطابق با برنامه تأیید شده‌اند. 1. 2. 3. 4. 5. 6. 7. 8. 9. 10. 11. 12. 13. 14. 15. 16. |